# Любаша
Татья́на Гео́ргиевна Меле́нтьева (урожд. — Сай; род. 25 августа 1967, Запорожье), в первом браке Залужная, более известная под сценическим псевдонимом Любаша, — российский композитор, певица и автор песен.

## Биография
Родилась в городе Запорожье в семье инженеров Лидии Ивановны Сай и Георгия Андреевича Сая.
В детстве по настоянию родителей получила начальное музыкальное образование (класс фортепиано), но продолжать обучение далее не захотела. В пять лет Татьяна написала своё первое стихотворение, а в двенадцать — инструментальную пьесу. Ещё в школе создала свой музыкальный коллектив, в котором пели семь девочек.
Поскольку Татьяна училась в физико-математическом классе, по окончании школы вместе с подругами подала заявление в Запорожский индустриальный институт. Поступив, создала вокальный квартет, с которым выступала на самодеятельных площадках на протяжении всего обучения.
Окончив вуз по специальности инженер-электроник, поступила на работу программистом в НИИ титана. Через несколько лет, записав сольную программу, ушла работать в Запорожскую филармонию. Выпустила два сольных музыкальных спектакля.
В 1996 году музыкант Сергей Кучменко написал текст на музыку Т. Залужной и показал песню Ирине Аллегровой. Песня «Балерина» вошла в альбом «Императрица».
Вскоре Залужная познакомилась с композитором Аркадием Укупником, для которого написала тексты к песням «Фрак, бабочка, лаковые туфли» и «Мастер дам». Совместно Залужная и Укупник создали около 20 песен для разных исполнителей.
В 1997 году Залужная написала для А. Смеховой песню «Дикая утка», ставшую заглавной в новом альбоме. С этого момента Залужная начала писать не только слова, но и музыку. Так появились песни «Подруга друга» Лолиты, «Горошины» Кати Лель, «Пол-любви» Б. Моисеева.
В 1998 году Татьяна Залужная познакомилась с Аллой Пугачёвой, которой показала несколько своих песен. Две из них Пугачёва выбрала для «Рождественских встреч», участие в которых стало началом карьеры Залужной.
Залужная переехала в Москву. В 2002 году вышел совместный альбом Любаши и Пугачёвой «А был ли мальчик?», большинство песен к которому написала Залужная. Пугачёва и Любаша исполнили в этом альбоме по 10 песен. Всего же в свой репертуар Пугачёва взяла 12 песен с музыкой и словами Любаши, среди которых «Будь или не будь», «За столиком в кафешке», «Холодно в городе», «Ты там, а я там», «Снег падает на всех».
Благодаря Пугачёвой Залужная познакомилась с другими эстрадными исполнителями, для которых затем писала песни. Для Кристины Орбакайте Любаша написала песню «Перелётная птица», для Филиппа Киркорова — «Полетели сквозь окна», для Натальи Ветлицкой — «Изучай меня по звёздам», для Анастасии Стоцкой — «Я прикольная». Среди прочих Любашей были написаны такие песни, как «Все дела» и «Медведково-Париж» (для Александра Буйнова), «Это осень» и «Тучка» (для Александра Маршала), «Лебедь мой» (для Витаса).
В 2005 году в Кремле состоялся концерт-бенефис Любаши «Изучай меня по звёздам», в котором приняли участие звёзды российской эстрады, исполнявшие песни Залужной. Концерт продолжался 4 часа.
В апреле 2009 года состоялось открытие «Театра песни Любаши». Автором и режиссёром всех музыкальных спектаклей театра является сама Татьяна Залужная. Каждая постановка — компиляция музыки, стихов и песен в сопровождении пластических этюдов артистов театра пантомимы «МАСКА-ВАУ!»
Продолжая работать с ведущими эстрадными исполнителями России, Залужная пишет песни и для зарубежных звёзд (Финляндия, Швеция, Израиль). Любаша сотрудничает и с украинскими артистами: для Верки Сердючки она написала альбом «Трали-вали», в который вошли «Любовь не трали-вали», «Хорошо красавицам», «Ёлки по городу мчатся». Для Тины Кароль написала песню «Ключик». В 2018 году Любаша написала для Григория Лепса песню «Два Колумба», для Валерия Леонтьева — «Как Дали», «Орёл», и стала в очередной раз лауреатом телевизионного фестиваля Песня года.
Кроме того, Залужная работает с детскими вокальными коллективами: «Барбарики», «Нотасмайл», «Зебра в клеточку», а также пишет музыку и саундтреки к художественным фильмам: «Спасти Пушкина», «Любовь-морковь 2», «Любовь-морковь 3», «8 первых свиданий», «Ночные сёстры», «Каникулы любви», к телесериалам «Свой человек», «Неравный брак» и мультфильмам.
Татьяна Залужная — автор детских книг стихов и песен «Барбарики. Песни и стихи», «У друзей нет выходных», «Новые стихи и песни для детей», которые были выпущены в комплекте с аудиодисками, содержащими песни и фонограммы караоке. Залужная является автором музыки и либретто детских мюзиклов «Зебра в клеточку», «Зебра в клеточку 2: Новогодние приключения», которые в 2017 году были поставлены на сцене Центрального дома кино.
Детские песни Любаши переведены на китайский язык поэтом и переводчиком Сюэ Фанем. В 2013 году состоялась презентация диска Любаши «Не уроните шарик», на котором 10 песен исполнено китайскими исполнителями и детским хором на китайском языке и 10 — записано самой Любашей и российскими детьми на русском языке.
В 2015 году в Юрмале в КЗ «Дзинтари» состоялся концерт-бенефис Любаши, в котором приняли участие звёзды театра и кино: Алена Яковлева, Мария Порошина, Татьяна Абрамова, Никита Джигурда, Валерий Яременко, Ирина Медведева, Эвклид Кюрдзидис, Александр Иншаков и другие. Данный бенефис стал основой музыкального спектакля «За столиком в любимой кафешке». В разные годы в этом спектакле принимали участие Юрий Беляев, Нонна Гришаева, Ольга Хохлова,Игорь Письменный  и другие популярные актёры театра и кино.
В 2016 году Татьяна Залужная организовала музыкальный театр для детей и взрослых «Зебра в клеточку» .
В 2020 году киностудия «Союзмультфильм» выпустила анимационный сериал «Зебра в клеточку», автором идеи которого является Любаша .
Залужная работает в собственном театре и много гастролирует.
В 2021 году приняла участие в проекте «Суперстар! Возвращение» на телеканале «НТВ».

## Псевдоним
По словам самой Залужной, псевдоним Любаша она взяла после того, как написала песню «Любовь». В ней были слова: «Любовь — боль, любовь — боль…». Впоследствии Залужная придумала новую интерпретацию псевдонима: якобы это — сокращение от фразы «Любовь Без Башни».
В одном интервью певица также утверждала, что Любаша — это не псевдоним, а название музыкального коллектива, с которым она работает.

## Литературное творчество
- книга «Лучшие песни любимых звёзд», ISBN 978-5-17-052522-5 (2008, АСТ) в которой были собраны лучшие произведения Любаши.
- книга «Изучай меня по звёздам» ISBN 978-5-17-052521-8, ISBN 978-985-16-4911-8 , где, кроме известных песен, была напечатана проза Залужной (в том числе пьеса «Сорока»).
- сборник «Новые стихи и песни для детей» ISBN 978-5-271-31578-7, (ноябрь 2010) который получил второе название: «Любаша рисует песню».
- книга «БАРБАРИКИ. Песни и стихи» ISBN 978-5-9903959-1-6, (ноябрь 2012), в которой собраны стихи и песни популярной детской группы «Барбарики» и вошедшие также в мультсериал «Лёлик и барбарики». Книга выпускается с диском, который кроме песен включает и минусовые фонограммы караоке.
- книга «У друзей нет выходных» ISBN 978-5-9904819-1-6, (сентябрь 2013), в которую наряду с известными вошли новые песни и стихи для детей. Книга выпускается с диском из 24-х песен, записанных учениками эстрадно-театральной студии Nota Bene.
- книга «Новые детские песни к праздникам» ISBN 978-5-9904819-2-3, (июль 2015).Книга выпускается с диском, который кроме песен включает и минусовые фонограммы караоке.

Книги Залужной выходят в двух вариантах: с музыкальным диском в комплекте и без диска.

## Состав группы «Любаша Band»
- Татьяна Залужная (Любаша) — вокал, музыка, тексты;
- Алексей Хвацкий (диджей Врач) — клавиши, аранжировка;
- Сергей Шанглеров (Шай) — гитара;
- Денис Шлыков — гитара;
- Владимир Ткачёв (Вовчик) — бас-гитара;
- Дмитрий Фролов — ударные;
- Сергей Кинстлер — приглашённый гитарист, аранжировщик.

## Дискография
- 2002 — «А был ли мальчик?» (студия «Братья Гримм»). Треки 1, 3, 5, 7, 9, 11, 13, 15, 17, 19 исполняет Любаша; 2, 4, 6, 8, 10, 12, 14, 16, 18, 20 исполняет А. Пугачёва.
- 2002 — «Затянусь и брошу» (студия «Альфа-рекордз»).
- 2005 — «Любовь не трали-вали» (студия «Мистерия звука»).
- 2005 — «Изучай меня по звёздам» (студия «Квадро-Диск»).
- 2006 — «Душ для души» (студия «Квадро-Диск»). Несколько песен альбома спеты дуэтом с Grizz-Lee, А. Буйновым и А. Маршалом.
- 2010 — «Театр песни» (студия «Театр песни Любаши»).
- 2010 — «Изучай меня по звёздам. Часть 2» (студия «Монолит Рекордс»). Песни Любаши исполняют звёзды российской эстрады.
- 2010 — «Изучай меня по звёздам. Часть 3» (студия «Театр песни Любаши»). Песни Любаши исполняют звёзды российской эстрады.
- 2010 — «Любаша MP-3. Grand Collection» (студия «Квадро-Диск»). На диск собраны все предыдущие альбомы Любаши, а также «Театр песни LIVE»
- 2011 — «Новые стихи и песни для детей. Татьяна Залужная (Любаша)». (Благотворительный проект «Сказка всем» и студия «Театр песни Любаши»). Диск-книга с детскими стихами Татьяны Залужной, исполненными ею, и детскими песнями, исполненными Любашей и Kristi
- 2013 — «Будет хорошо» (студия «Театр песни Любаши»)
- 2015 — «Изучай меня по звёздам. Части 4, 5» (студия «Театр песни Любаши»). Песни Любаши исполняют актёры театра и кино.

## Семья
Замужем вторым браком, за Николаем Мелентьевым.
Двое сыновей.
Андрей Залужный (род. 1989), выступает с ней в «Театре песни Любаши» под псевдонимом Grizz-Lee, занимается сольной карьерой, представлял Россию на Новой волне в 2011 году, работает в кинематографе.
Младший, Глеб (род. 1998), выступает с матерью в сборных концертах.

## Статьи
- Татьяна Залужная: "Любаша - это не певица" // МК-Бульвар : журнал. — 2002. — 20 мая.
- О. Рябинина. Любаша не хочет наглеть // АиФ Дочки-Матери : приложение к газете. — 2002. — 27 мая (№ 21—22).
- Н. Пирогов. Любаша: «Мой первый гонорар был 50 долларов» // АиФ Суперзвёзды : журнал. — 2005. — 28 июня (№ 12).
- О. Кузьмина. Фальшь с детьми невозможна! // Московская правда : газета. — 2011. — 1 марта. Архивировано 4 марта 2016 года.
- О. Климов. Кто ищет, тот всегда поёт // Беларусь сегодня : газета. — 2011. — 20 января.
- М. Суранова. Киркоров не хотел петь хит про дождь, пока его не забрал Андрей Данилко // Комсомольская правда. Беларусь : газета. — 2010. — 2 декабря.
- О. Павлековская. Любаша: «Мне не для кого писать песни» // Энотека : журнал. — 2010. — Октябрь.
- А. Федосеев. Интервью с Любашей // TERRA NOVA, Сан-Франциско : журнал. — 2005. — Июль (№ 1). Архивировано 13 августа 2010 года. (специально для Terra Nova интервью взятое Алексеем Федосеевым)
- А. Троицкий. Рецензия на альбом "А был ли мальчик" // Cosmopolitan : журнал. — 2002. — Июль.
- В. Полупанов. Любаша: "В рамках поп-музыки поэту сложно выразиться" // АиФ : газета. — февраля 2011. — 9 февраля (№ 6).
- Татьяна Кондратьева. Любаша переписала хит ради Кобзона и Савичевой : Комсомольская правда. — 2012. — 31 октября.
- Рамазан Рамазанов. Волочкова унесла домой "Барбариков" Любаши // Вечерняя Москва : газета. — 2012. — 4 декабря.
- Сусанна Альперина. О!Зебра в клеточку! // Российская газета : газета. — 2020. — 1 июня.
- Хроника. Любаша представит «Зебру в клеточку» в своей «Кафешке» // Интермедиа : Информационное агентство. — 2017. — 17 октября.
- Обзор ТВ. За столиком в любимой кафешке. Концерт-бенефис Любаши со звездами театра и кино в Юрмале // Вокруг ТВ - ведущий онлайн-телегид Рунета : Онлайн телегид Рунета. — 2015. — 15 августа.
- Московский государственный академический театр Русская Песня. Спектакль «За столиком в любимой кафешке» // Театр Русская песня : Театр Русская песня. — 2016. — 1 марта.

- Юлия Тарабан. Любаша: «Мне дешевле сочинять, чем петь самой». starland.ru — информационный сайт «Творческие люди и их жизнь» (17 января 2011). — Интервью. Дата обращения: 10 мая 2020. Архивировано из оригинала 23 января 2011 года.
- Сергей Соседов. Никто, как ты, не напишет. KM.RU (29 марта 2010). — Авторская колонка музыкального критика Сергея Соседова. Дата обращения: 10 мая 2020.